# Gainesita
La gainesita és un mineral de la classe dels fosfats, que pertany i dona nom al grup de la gainesita. Rep el nom en honor del nord-americà Richard Venable Gaines (Poughkeepsie, Nova York, EUA, 25 de gener de 1917 - Earlysville, Virgínia, EUA, 21 de gener de 1994), geòleg econòmic de Cabot Minerals, mineralogista i col·leccionista de pegmatites, especialment de minerals de beril·li. També era expert en minerals de tel·luri i va nomenar diverses espècies minerals. Va ser autor principal de la vuitena edició de Dana's System of Mineralogy.

## Característiques
La gainesita és un fosfat de fórmula química Na(Na,K)(Be,Li)Zr₂(PO₄)₄·1.5-2H₂O. Va ser aprovada com a espècie vàlida per l'Associació Mineralògica Internacional l'any 1978. Cristal·litza en el sistema tetragonal. La seva duresa a l'escala de Mohs és 4.
Segons la classificació de Nickel-Strunz, la gainesita pertany a «08.C - Fosfats sense anions addicionals, amb H₂O, amb cations de mida petita i mitjana» juntament amb els següents minerals: fransoletita, parafransoletita, ehrleïta, faheyita, mccril·lisita, selwynita, pahasapaïta, hopeïta, arsenohopeïta, warikahnita, fosfofil·lita, parascholzita, scholzita, keyita, pushcharovskita, prosperita, gengenbachita i parahopeïta.
L'exemplar que va servir per a determinar l'espècie, el que es coneix com a material tipus, es troba conservat al Smithsonian.

## Formació i jaciments
Va ser descoberta a la pedrera Nevel, a la localitat de Newry, al comtat d'Oxford (Maine, Estats Units). Es tracta de l'únic indret de tot el planeta on ha estat descrita aquesta espècie mineral.